# Piaggio P.6
Piaggio P.6 là một loại thủy phi cơ trinh sát của Ý, do hãng Piaggio thiết kế chế tạo cho Regia Marina (Hải quân Hoàng gia Italy).

## Biến thể
P.6bis
P.6
P.6ter

## Quốc gia sử dụng
Ý
- Regia Marina

## Tính năng kỹ chiến thuật (P.6ter)
Đặc điểm tổng quát
- Kíp lái: 2
- Sải cánh: 13.50 m (44 ft 3½ in)
- Trọng lượng có tải: 2.360 kg (5.203 lb)
- Powerplant: 1 × Fiat A.20, 306 kW (410 hp)

Hiệu suất bay
- Vận tốc cực đại: 195 km/h (121 mph)

Vũ khí trang bị
- 1 × súng máy